# Brandthovda
Brandthovda är en  stadsdel i det administrativa bostadsområdet Brandthovda-Hälla i Västerås. 
Brandthovda är både ett bostadsområde och ett industriområde. Bebyggelsen är övervägande radhus och villor. I marken har man funnit fornfynd, så flera av gatorna har namn syftande på detta, till exempel Älvkvarnsgatan eller Kungshögsgatan. Inom området finns en bevarad kungshög, Grytahögen. Här finns en skola, Brandthovdaskolan, och idrottsplaner. 
Industriområdet innehåller småfirmor, till exempel byggvaruhus och bilfirmor. I områdets sydöstra hörn, vid Tortunamotet, finns bensinmack, snabbmatsrestaurang, gym med mera. I nordvästra hörnet ligger en kyrka, Lifecenter Church. 
Området avgränsas av Bjurhovdagatan, Tortunavägen, Stockholmsvägen och Österleden.
Området gränsar i norr till Bjurhovda, i söder till Hälla och i väster till Skiljebo.
Områdets förled "Brandt"- kommer ifrån indelte soldaten och grenadjären Erik Axel Brandt (1868-1953), som under första hälften av 1900-talet bodde med sin familj i bland annat ett torp beläget där nuvarande Brandthovda ligger. Torpet revs när man gjorde Brandthovda till bostads- samt industriområde på 1960-talet. Efterleden -"hovda" har sitt ursprung i intilliggande stadsdelen Bjurhovda.